# Hauländer

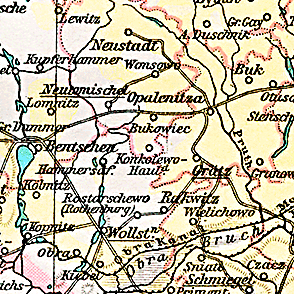
Der Ort Konkolewo Hauland (heute Kąkolewo), gegründet 1720, zwischen Neutomischel (heute Nowy Tomyśl) und Grätz (heute Grodzisk Wielkopolski) auf einer Karte der Provinz Posen von 1905

Als Hauländer (auch Holländer, polnisch Hollendrzy, Holędrzy, Holendrzy, Olędrzy, Olendrzy – altpolnisch für Niederländer) wurden in Preußen und Polen-Litauen deutsche und niederländische Siedler bezeichnet, die auf königlichen (oder zumindest adeligen) Ländereien – den sogenannten Domänen – angesiedelt wurden. Bis 1807 fand man sie vor allem in Posen und Ostpreußen.
Es handelt sich bei ihnen um Kolonisten, die im Wesentlichen zwei Aufgaben zu erfüllen hatten. Zunächst mussten viele dieser Kolonisten das ihnen zugeteilte Land urbar machen. Neben Rodungen bedeutete dies vor allem auch die Trockenlegung von Sümpfen und weitere wasserbauliche Maßnahmen. Da das notwendige Know-how insbesondere im niedersächsischen, niederländischen und flandrischen Raum kursierte, wurden sehr häufig, aber keinesfalls ausschließlich, Immigranten aus diesen ohnehin dicht bevölkerten Gebieten angeworben. Die zweite wesentliche Aufgabe war dann die Bewirtschaftung des Landes. Für das Land zahlten sie zunächst nichts. Allerdings entrichteten sie einen jährlichen Zins. Man kann also von einer Art Pachtverhältnis sprechen.
Hauländer siedelten in eigenen Dörfern, den Hauländereien. Für sie galt ein liberaleres Recht als für den üblichen Bauern in Preußen, der im Fronverhältnis zum jeweiligen Gutsherrn/Junker stand und damit dessen Leibeigener war. Die Vereinbarungen mit den adeligen Landbesitzern sicherten den Hauländern ihren Status zu.

## Hauländer versus Holländer und Olędrzy

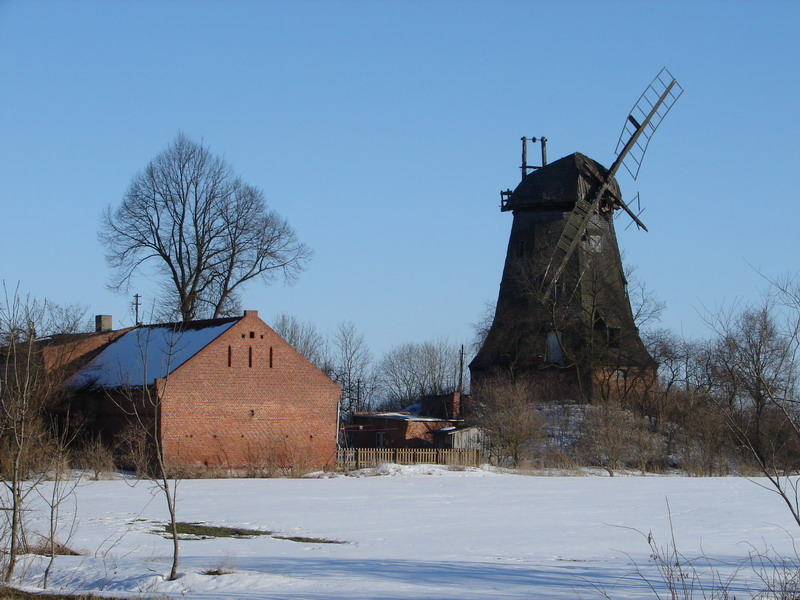
Windmühle „Holender“ in Palczewo

Die in der deutschen Literatur vorfindbare Unterscheidung zwischen Holländer und Hauländer findet sich in der polnischen Literatur üblicherweise nicht. Der polnische Name Olędrzy (in allen altpolnischen Formen) bezieht sich immer auf die Niederländer bzw. auf die Siedler aus dem Bereich der heutigen Niederlanden, die sich zunächst in der Umgebung von Pasłęk (Preußisch Holland) und im Gebiet des Deltas der Weichsel besiedelten, basierend auf der Melioration. Die Muster der holländischen Kolonisation wurde besonders im 16. und 17. Jahrhundert von Mennoniten aus den Niederlanden, aber zunehmend auch von anderen Ethnien bis zum 19. Jahrhundert gefolgt und im Polnischen wurden z. B. die deutsch-evangelische Siedler und die Polen in solchen Siedlungen weiterhin Olędrzy genannt, obwohl nach dem modernen Forscher Zbigniew Chodyła zwischen den Jahren 1527/1547 bis 1864 aus den zumindest 1700 holländischen Siedlungen in Polen-Litauen nur in 300 tatsächlich ethnisch-niederländische Bauern lebten.
Nach der deutschsprachigen Literatur wurden dagegen die Bezeichnungen Hauländerei und Holländerei unterschieden, und der Name Holländer für die Siedler aus Nord- und Ostdeutschland wurde durch Hauländer ersetzt.